# 14277 Parsa
14277 Parsa eller 2000 CS13 är en asteroid i huvudbältet som upptäcktes den 2 februari 2000 av LINEAR i Socorro County, New Mexico. Den är uppkallad efter Steve Parsa.
Asteroiden har en diameter på ungefär 3 kilometer och den tillhör asteroidgruppen Agnia.